# راشد الحوطي
راشد خليل إبراهيم طلحة خليل الحوطي (ولد في 24 ديسمبر 1989 في المنامة، البحرين) لاعب كرة قدم دولي بحريني يجيد اللعب في مركز الظهير الأيسر. يلعب حاليا لصالح المحرق الذي ينافس في الدوري البحريني الممتاز منذ 2021.

## المسيرة الرياضية

### الأندية
في 1 يوليو 2007 تم تصعيد الحوطي (17 سنة) إلى الفريق الأول بنادي الرفاع الشرقي البحريني (الدوري الممتاز). في موسمه الأول 2007-2008 وفي بطولة الدوري الممتاز ساهم في احتلال فريقه المركز الخامس بفارق 22 نقطة عن البطل المحرق. وفي بطولة كأس ملك البحرين خرج من مباراته الأولى عندما خسر في الدور الثمن النهائي من النجمة 0-2.
في موسمه الثاني 2008-2009 وفي بطولة دوري التصنيف ساهم في احتلال فريقه المركز الرابع بفارق 5 نقاط عن البطل المحرق. وفي بطولة كأس ملك البحرين ساهم في وصول فريقه إلى الدور الربع النهائي عندما خسر من النجمة 1-2. وفي بطولة كأس ولي عهد البحرين خرج فريقه من مباراته الأولى عندما خسر في الدور النصف النهائي من المحرق 3-4. وفي بطولة كأس الاتحاد البحريني فشل فريقه في الصعود إلى الدور النصف النهائي عندما احتل المركز الثالث في المجموعة الأولى بفارق نقطة واحدة عن المتصدر النجمة.
في بداية موسمه الثالث 2009-2010 وفي بطولة الدوري الممتاز ساهم في احتلال فريقه المركز العاشر الأخير بفارق 3 نقاط عن منطقة الأمان وبالتالي هبط إلى الدرجة الثانية. وفي بطولة كأس ملك البحرين خرج من مباراته الأولى عندما خسر في الدوري الثمن النهائي من الحد 0-2. وفي بطولة كأس الاتحاد البحريني فشل فريقه في الصعود إلى الدور النصف النهائي عندما احتل المركز الثالث في المجموعة الأولى بفارق نقطة واحدة عن المتصدر النجمة.
في موسمه الرابع والأخير 2010-2011 في بطولة دوري الدرجة الثانية ساهم في احتلال فريقه المركز الثاني الوصيف بفارق 6 نقاط عن البطل البحرين وصعدا معا إلى الدوري الممتاز. وفي بطولة كأس ملك البحرين خرج من مباراته الأولى عندما خسر في الدوري الثمن النهائي من البحرين 1-3.
في 15 سبتمبر 2011 انتقل الحوطي (21 سنة) من الرفاع الشرقي إلى البسيتين البحريني (الدوري الممتاز) في صفقة انتقال حر. في موسمه الأول 2011-2012 وفي بطولة الدوري الممتاز ساهم في احتلال فريقه المركز الثالث بفارق 11 نقطة عن البطل الرفاع. وفي بطولة كأس ملك البحرين المؤجلة من الموسم السابق ساهم في وصول فريقه إلى المباراة النهائية حينها خسر من المحرق 0-3. وفي بطولة كأس ملك البحرين للموسم الحالي ساهم في وصول فريقه إلى الدور النصف النهائي حينها خسر من المحرق 0-2. وفي بطولة دوري أبطال الخليج فشل فريقه في التأهل إلى الدور الربع النهائي عندما احتل المركز الثالث الأخير في المجموعة الثالثة خلف المتصدر الخور القطري ووصيفه النصر الكويتي.
في موسمه الثاني والأخير 2012-2013 وفي بطولة الدوري الممتاز ساهم في تتويج فريقه بالبطولة بعدما تصدر الترتيب بفارق نقطتين عن وصيفه المحرق ليحقق الحوطي أولى بطولاته مع الأندية. وفي بطولة كأس ملك البحرين للموسم الحالي ساهم في وصول فريقه إلى الدور النصف النهائي حينها خسر من المحرق 0-2. وفي بطولة دوري أبطال الخليج فشل فريقه في التأهل إلى الدور الربع النهائي عندما احتل المركز الثالث الأخير في المجموعة الرابعة خلف المتصدر الفيصلي السعودي ووصيفه بني ياس الإماراتي.
في 1 أغسطس 2013 انتقل الحوطي (23 سنة) من البسيتين إلى الرفاع البحريني (الدوري الممتاز) في صفقة انتقال حر. في موسمه الأول 2013-2014 وفي بطولة الدوري الممتاز ساهم في تتويج فريقه بالبطولة بعدما تصدر الترتيب بفارق نقطة واحدة عن وصيفه المنامة ليحقق الحوطي ثاني بطولاته مع الأندية. وفي بطولة كأس ملك البحرين خرج من مباراته الأولى عندما خسر في الدور 16 من الرفاع الشرقي 0-1. وفي بطولة كأس الاتحاد الآسيوي ساهم في احتلال فريقه المركز الثاني في المجموعة الرابعة بفارق 5 نقاط عن المتصدر أربيل العراقي وصعدا معا إلى الدور 16 على حساب شباب الأردن الأردني وآلي أوش القيرغيزستاني ووقتها واجه القادسية الكويتي خارج أرضه الذي خسر أمامه بنتيجة 0-3.
في موسمه الثاني 2014-2015 وفي بطولة الدوري الممتاز ساهم في احتلال فريقه المركز الخامس بفارق 9 نقاط عن البطل المحرق. وفي بطولة كأس ملك البحرين ساهم في وصول فريقه إلى الدور النصف النهائي عندما خسر من الحد 0-2. وفي بطولة كأس السوبر البحريني خسر فريقه من الرفاع الشرقي بركلات الترجيح. وفي بطولة دوري أبطال آسيا خرج فريقه من مباراته الأولى عندما خسر خارج أرضه في الدور التمهيدي الثاني من السد القطري بركلات الترجيح لينتقل للعب في بطولة كأس الاتحاد الآسيوي حيث فشل فريقه في التأهل إلى الدور الثمن النهائي عندما احتل المركز الثالث في المجموعة الرابعة بفارق نقطتين عن صاحب المركز الثاني الكويت الكويتي.
في موسمه الثالث 2015-2016 وفي بطولة الدوري البحريني الممتاز ساهم في احتلال فريقه المركز الرابع بفارق 3 نقاط عن منطقة الهبوط. وفي بطولة كأس ملك البحرين ساهم في وصول فريقه إلى المباراة النهائية عندما خسر من المحرق 1-3. وفي بطولة كأس الاتحاد البحريني فشل فريقه في التأهل إلى الدور النصف النهائي عندما احتل المركز الثالث في المجموعة الأول بفارق نقطة واحدة عن صاحب المركز الثاني الحد.
في موسمه الرابع 2016-2017 وفي بطولة الدوري الممتاز ساهم في احتلال فريقه المركز الثاني الوصيف بفارق نقطتين عن البطل المالكية. وفي بطولة كأس ملك البحرين ساهم في وصول فريقه إلى الدور النصف النهائي عندما خسر من المحرق بهدف دوريس سالامو. وفي بطولة كأس الاتحاد البحريني فشل فريقه في التأهل إلى الدور النصف النهائي عندما احتل المركز الثالث في المجموعة الأول بفارق 4 نقاط عن صاحب المركز الثاني البديع.
في موسمه الخامس 2017-2018 وفي بطولة الدوري الممتاز ساهم في احتلال فريقه المركز السابع بفارق نقطتين عن منطقة الهبوط. وفي بطولة كأس ملك البحرين ساهم في وصول فريقه إلى الدور النصف النهائي عندما خسر من المحرق 1-3 في مجموع المباراتين.
في موسمه السادس والأخير 2018-2019 وفي بطولة الدوري الممتاز ساهم في تتويج فريقه بالبطولة بعدما تصدر الترتيب بفارق 6 نقاط عن وصيفه المنامة ليحقق الحوطي ثالث بطولاته مع الأندية. وفي بطولة كأس ملك البحرين ساهم في تتويج فريقه بالبطولة بعدما تغلب في المباراة النهائية على الحد 2-1 ليحقق الحوطي رابع بطولاته مع الأندية. وفي بطولة كأس النخبة البحريني فشل فريقه في التأهل إلى الدور النصف النهائي بعدما احتل المركز الثالث الأخير في المجموعة الأولى بفارق نقطة واحدة عن صاحب المركز الحد. وفي بطولة كأس الاتحاد البحريني فشل فريقه في التأهل إلى الدور النصف النهائي عندما احتل المركز الثالث في المجموعة الثالثة بفارق 3 نقاط عن المتصدر البحرين. وفي بطولة كأس العرب للأندية الأبطال خرج من المرحلة الأولى عندما خسر من مولودية الجزائر الجزائري 1-2 في مجموع المباراتين.
في 1 يوليو 2019 انتقل الحوطي (29 سنة) من الرفاع إلى الحد البحريني (الدوري الممتاز) في صفقة انتقال حر. في موسمه الوحيد 2019-2020 وفي بطولة الدوري الممتاز ساهم في تتويج فريقه بالبطولة بعدما تصدر الترتيب بفارق نقطة واحدة عن وصيفه المحرق ليحقق الحوطي خامس بطولاته مع الأندية. وفي بطولة كأس ملك البحرين ساهم في وصول فريقه إلى المباراة النهائية عندما خسر من المحرق 0-1. وفي بطولة كأس الاتحاد البحريني ساهم في تصدر فريقه المجموعة الأولى بفارق الأهداف عن وصيفه الرفاع ليتأهل إلى الدور النصف النهائي عندما خسر من المحرق 1-3.
في 23 أكتوبر 2020 انتقل الحوطي (30 سنة) من الحد إلى النجمة البحريني (الدوري الممتاز) في صفقة انتقال حر. في موسمه الوحيد 2020-2021 وفي بطولة الدوري الممتاز ساهم في احتلال فريقه المركز الثامن بفارق نقطتين عن منطقة الأمان لينتقل للعب في ملحق الهبوط حيث استطاع المساهمة في فوز فريقه على الاتفاق 3-1 في مجموع المباراتين ليبقى فريقه في الدوري الممتاز. وفي بطولة كأس ملك البحرين ساهم في وصول فريقه إلى الدور الربع النهائي عندما خسر من الرفاع 0-1. وفي بطولة كأس الاتحاد البحريني فشل فريقه في التأهل إلى الدور النصف النهائي بعدما احتل المركز الثاني في المجموعة الرابعة بفارق الأهداف عن المتصدر البديع.
في 20 يوليو 2021 انتقل الحوطي (31 سنة) من النجمة إلى المحرق البحريني (الدوري الممتاز) في صفقة انتقال حر. في موسمه الأول 2021-2022 وفي بطولة الدوري الممتاز ساهم في احتلال فريقه المركز الرابع بفارق 15 نقطة عن البطل الرفاع. وفي بطولة كأس الملك ساهم في وصول فريقه إلى الدور الربع النهائي حينها خسر من الرفاع بركلات الترجيح. وفي بطولة كأس الاتحاد البحريني ساهم في تتويج فريقه بالبطولة بعدما تغلب في المباراة النهائية على الحد بركلات الترجيح وليحقق الحوطي بطولته السادسة مع الأندية. وفي بطولة كأس الاتحاد الآسيوي وفي الدور النصف النهائي لمنطقة غرب آسيا ساهم في فوز فريقه على أرضه على العهد اللبناني 3-0 ليتأهل إلى المباراة النهائية لمنطقة غرب آسيا حيث فاز على الكويت الكويتي 2-0 ليتأهل إلى المباراة النهائية لبطولة كأس الاتحاد الآسيوي حيث تغلب على نسف قرشي الأوزبكستاني 3-0 وليحقق الحوطي بطولته السابعة مع الأندية.
في موسمه الثاني 2022-2023 وفي بطولة الدوري الممتاز ساهم في احتلال فريقه المركز الثالث بفارق نقطتين عن البطل الخالدية. وفي بطولة كأس الملك ساهم في وصول فريقه إلى الدور الربع النهائي حينها خسر من الرفاع بركلات الترجيح. وفي بطولة كأس الاتحاد البحريني فشل فريقه في التأهل إلى الدور النصف النهائي بعدما احتل المركز الرابع في المجموعة الرابعة بفارق 4 نقاط عن المتصدر البحرين. وفي بطولة كأس العرب للأندية الأبطال ساهم في فوز فريقه في الدور التمهيدي الأول على السيب العماني بركلات الترجيح بعد تعادلهما 2-2 في مجموع المباراتين ليتأهل إلى الدور التمهيدي الثاتني حينها خسر من الاتحاد الرياضي المنستيري التونسي 0-3 في مجموع المباراتين.

### المنتخبات
في 19 سبتمبر 2010 قرر المدرب النمساوي جوزيف هيكرسبيرغر استدعاء الحوطي (20 سنة) للمشاركة في أول مباراة دولية له مع البحرين وكانت أمام الأردن وديا ولعب الحوطي أساسيا وانتهت المباراة بخسارة البحرين 0-2.
قرر هيكرسبيرغر استدعاء الحوطي للانضمام إلى تشكيلة البحرين المشارك في بطولة اتحاد غرب آسيا لكرة القدم 2010 في الأردن ولعب الحوطي أساسيا في مباراتي دور المجموعات عندما ساهم في فوز البحرين على الأردن 2-0 والخسارة من إيران 0-3 ليحتل المركز الثاني ويفشل في التأهل إلى الدور النصف النهائي.
قرر المدرب الوطني الجديد للبحرين سلمان شريدة استدعاء الحوطي للانضمام إلى تشكيلة البحرين المشارك في بطولة كأس الخليج العربي 20 في اليمن ولعب جميع مباريات دور المجموعات أساسيا إلا أن البحرين تذيل المجموعة الثانية بعد التعادل مع عمان 1-1 والخسارة من العراق 2-3 والإمارات 1-3 وليخرج من منافسات البطولة.
جدد شريدة استدعاء الحوطي للانضمام إلى تشكيلة البحرين المشارك في بطولة كأس آسيا 2011 في قطر وشارك أساسيا في المباراة الأولى التي خسرها البحرين من كوريا الجنوبية 1-2 ثم غاب عن المباراة الثانية أمام الهند ليعود للمشاركة في المباراة الثالثة بديلا أمام أستراليا وخسر البحرين بنتيجة 0-1 وبالتالي احتل البحرين المركز الثالث في المجموعة الثالثة وفشل في التأهل إلى الدور الربع النهائي وودع منافسات البطولة.
قرر المدرب الإنجليزي الجديد للبحرين بيتر تايلور استدعاء الحوطي للانضمام إلى تشكيلة البحرين المشارك في تصفيات كأس العالم 2014 – آسيا المرحلة الثالثة ولعب 3 مباريات أساسيا حيث ساهم في الفوز على إندونيسيا 2-0 والتعادل مع قطر 0-0 والخسارة من إيران 0-6 وساهم في احتلال البحرين المركز الثالث في المجموعة الخامسة بفارق نقطة واحدة عن صاحب المركز الثاني قطر وبالتالي الفشل في التأهل إلى الدور الرابع.
جدد تايلور استدعاء الحوطي للانضمام إلى تشكيلة البحرين المشارك في مسابقة كرة القدم في دورة الألعاب العربية 2011 في قطر حيث لعب الحوطي أساسيا في المباراة الافتتاحية التي انتهت بالتعادل مع قطر المستضيف 2-2 ثم غاب عن باقي مباريات البطولة التي حصل فيها البحرين على الميدالية الذهبية وبالتالي حقق الحوطي بطولته الأولى مع المنتخب.
كرر تايلور استدعاء الحوطي للانضمام إلى تشكيلة البحرين المشارك في بطولة كأس العرب 2012 في السعودية ولعب الحوطي أساسيا في المباراة الثالثة الأخيرة في دور المجموعات والتي خسرها البحرين من ليبيا 1-2 وفي نهاية المطاف تذيل البحرين المجموعة الثانية بتعرضه للخسارة في جميع المباريات من المغرب المحلي واليمن وليبيا.
قرر المدرب الجديد للبحرين الأرجنتيني غابرييل كالديرون استدعاء الحوطي للانضمام إلى تشكيلة البحرين المشارك في بطولة اتحاد غرب آسيا لكرة القدم 2012 في الكويت ولعب الحوطي 4 مباريات في البطولة (منها 3 مباريات أساسيا) حيث ساهم في فوز البحرين على اليمن والسعودية 1-0 والتعادل مع إيران 0-0 ليتصدر البحرين في نهاية دور المجموعات المجموعة الأولى ويتأهل إلى الدور النصف النهائي حيث خسر البحرين من سوريا بركلات الترجيح لينتقل للعب إلى مباراة تحديد صاحب المركز الثالث التي غاب عنها الحوطي وانتهت المباراة بخسارة البحرين من عمان 0-1.
جدد كالديرون استدعاء الحوطي للانضمام إلى تشكيلة البحرين المشارك في بطولة كأس الخليج العربي 21 في البحرين حيث شارك الحوطي في 4 مباريات أساسيا وساهم في احتلال البحرين المركز الثاني في المجموعة الأولى بعد التعادل مع عمان 0-0 والخسارة من الإمارات 1-2 والفوز على قطر 1-0 ليتأهل إلى الدور النصف النهائي حيث خسر البحرين من العراق بركلات الترجيح وليغيب الحوطي عن المشاركة في مباراة تحديد صاحب المركز الثالث التي خسرها البحرين من الكويت 1-6.
جدد كالديرون استدعاء الحوطي للانضمام إلى تشكيلة البحرين المشارك في تصفيات كأس آسيا 2015 وشارك الحوطي في مباراة واحدة أساسيا حيث قاد البحرين للفوز على اليمن 2-0 ليتصدر البحرين في نهاية التصفيات المجموعة الرابعة ويتأهل إلى نهائيات البطولة.
قرر المدرب الجديد للبحرين الأرجنتيني غابرييل كالديرون استدعاء سعيد للانضمام إلى تشكيلة البحرين المشارك في بطولة بطولة اتحاد غرب آسيا لكرة القدم 2012 في الكويت وساهم باللعب أساسيا في فوز البحرين على اليمن بهدف جيسي جون ثم غاب عن المشاركة في المباراتين التاليتين وليتصدر البحرين في نهاية دور المجموعات المجموعة الأولى ويتأهل إلى الدور النصف النهائي الذي لم يشارك فيه سعيد حيث خسر البحرين بركلات الترجيح لينتقل للعب إلى تحديد صاحب المركز الثالث وشارك سعيد أساسيا ولكن البحرين خسر من عمان 0-1.
قرر المدرب الإنجليزي أنتوني هدسون استدعاء الحوطي للمشاركة في بطولة اتحاد غرب آسيا لكرة القدم 2014 في قطر ولعب الحوطي جميع مباريات البطولة أساسيا حيث ساهم في التعادل مع العراق وعمان سلبيا بدون أهداف ليتصدر البحرين المجموعة الثانية بالقرعة ويتأهل إلى الدور النصف النهائي حيث خسر البحرين من الأردن 0-1 لينتقل إلى مباراة تحديد صاحب المركز الثالث وساهم في فوز البحرين على الكويت بركلات الترجيح.
قرر المدرب العراقي الجديد للبحرين عدنان حمد استدعاء الحوطي للانضمام إلى تشكيلة البحرين المشارك في بطولة كأس الخليج العربي 22 في السعودية وعلى الرغم من مشاركة الحوطي أساسيا في جميع مباريات دور المجموعات إلا أنه مع بقية زملائهم فشلوا في تسجيل هدف وتذيل البحرين المجموعة بعد تعادله السلبي مرتين مع اليمن وقطر وخسارته من السعودية المستضيف بثلاثية نظيفة.
قرر المدرب الوطني الجديد للبحرين مرجان عيد استدعاء الحوطي للانضمام إلى تشكيلة البحرين المشارك في بطولة كأس آسيا 2015 في أستراليا ولعب جميع مباريات دور المجموعات وبدأها بديلا في المباراة الأولى التي خسرها البحرين من إيران 0-2 ثم شارك أساسيا في الخسارة من الإمارات 1-2 ثم الفوز على قطر 2-1 ليحتل البحرين المركز الثالث ويفشل في التأهل إلى الدور الربع النهائي.
قرر المدرب الأرجنتيني الجديد للبحرين سيرخيو باتيستا استدعاء الحوطي للانضمام إلى تشكيلة البحرين المشارك في تصفيات كأس العالم 2018 – آسيا المرحلة الثانية ولعب الحوطي 5 مباريات أساسيا وساهم في فوز البحرين على اليمن 4-0 و3-0 وعلى الفلبين 2-0 والخسارة من كوريا الشمالية 0-1 ومن أوزبكستان 0-4 وفشل البحرين في التأهل إلى الدور الثالث بعدما احتل المركز الرابع بفارق 12 نقطة عن المتصدر أوزبكستان وفشل أيضا في التأهل مباشرة إلى نهائيات بطولة آسيا وانتقل للعب في تصفيات كأس آسيا 2019 – المرحلة الثالثة.
قرر المدرب البرتغالي الجديد للبحرين هيليو سوزا استدعاء الحوطي للانضمام إلى تشكيلة البحرين المشارك في بطولة كأس الخليج العربي 24 في قطر وانتهج سوزا سياسة التدوير ولعب الحوطي أساسيا في مباراة البحرين الأولى التي انتهت بالتعادل السلبي بدون أهداف ثم غاب عن المباراة الثانية أمام السعودية التي انتهت بالخسارة 0-2 ثم شارك أساسيا في المباراة الختامية في دور المجموعات أمام الكويت وانتهت بفوز البحرين 4-2 ليحتل البحرين المركز الثاني في المجموعة الثانية ويتأهل إلى الدور النصف النهائي حيث واجه العراق وغاب عنها الحوطي وانتهت المباراة بفوز البحرين بركلات الترجيح ليتأهل إلى المباراة النهائية ولعب الحوطي أساسيا وساهم في فوز البحرين على السعودية بهدف محمد سعد الرميحي وليحقق الحوطي بطولته الثانية مع المنتخب.
جدد سوزا استدعاء الحوطي للانضمام إلى تشكيلة البحرين المشارك في تصفيات كأس العالم 2022 – آسيا الجولة الثانية ولعب الحوطي أساسيا في مباراتين انتهتا بالفوز على كمبوديا 8-0 وعلى هونغ كونغ 4-0 وبالتالي فشل البحرين في التأهل إلى الدور الثالث باحتلاله المركز الثالث في المجموعة الثانية بفارق 3 نقاط عن إيران وفشل في التأهل إلى نهائيات بطولة كأس آسيا مباشرة ولينتقل إلى تصفيات كأس آسيا 2023 – الدور الثالث حيث أوقعته القرعة في المجموعة الخامسة ولعب الحوطي جميع المباريات أساسيا وساهم في تصدر البحرين المجموعة بعد تحقيق 3 انتصارات متتالية على بنغلاديش 2-0 وماليزيا 2-1 وتركمانستان 1-0 ومن ثم التأهل إلى نهائيات البطولة.
كرر سوزا استدعاء الحوطي للانضمام إلى تشكيلة البحرين المشارك في بطولة كأس العرب 2021 في قطر وبدأها بمواجهة الكويت في الدور التمهيدي وانتهت بفوز البحرين 2-0 ليتأهل البحرين إلى نهائيات البطولة وقد أوقعته القرعة في المجموعة الأولى واستمر سوزا في سياسة التدوير وغاب الحوطي عن المباراة الأولى الافتتاحية التي خسرها البحرين أمام قطر المستضيف 0-1 ثم شارك أساسيا في المباراة الثانية والتي تعادل فيها مع العراق سلبيا بدون أهداف بينما غاب عن المشاركة في المباراة الأخيرة في دور المجموعات أمام عمان والتي انتهت بخسارة البحرين 0-3 وخرج البحرين من منافسات البطولة بعد تذيله المجموعة.
في 18 نوفمبر 2022 لعب الحوطي (32 سنة) آخر مباراة دولية له مع البحرين وكانت أمام صربيا وانتهت بخسارة البحرين 1-5.

## الإنجازات
- البسيتين (1)
  - الدوري البحريني الممتاز (1): 2013/2012
- الرفاع (3)
  - الدوري البحريني الممتاز (2): 2014/2013 - 2019/2018
  - كأس ملك البحرين (1): 2019/2018
- الحد (1)
  - الدوري البحريني الممتاز (1): 2020/2019
- المحرق (2)
  - كأس الاتحاد البحريني (1): 2021/2020
  - كأس الاتحاد الآسيوي (1): 2021
- منتخب البحرين (2)
  - دورة الألعاب العربية (1): 2011
  - كأس الخليج العربي (1): 2019

## روابط خارجية
- راشد الحوطي على موقع إي إس بي إن إف سي (الإنجليزية)
- راشد الحوطي على موقع قاعدة بيانات كرة القدم.إي يو (الإنجليزية)
- راشد الحوطي على موقع ناشيونال فوتبول تيمز (الإنجليزية)
- راشد الحوطي على موقع Soccerway.com (الإنجليزية)
- راشد الحوطي على موقع عالم كرة القدم.نت (الإنجليزية)